# Rivian
Rivian (contraction de « Indian River ») est un constructeur automobile américain fondé en 2009.
Il est spécialisé dans les camions, les camionnettes et les SUV électriques. Le groupe est coté à la bourse de New York depuis 2021.
Son siège est à Plymouth dans le Michigan.

## Présentation

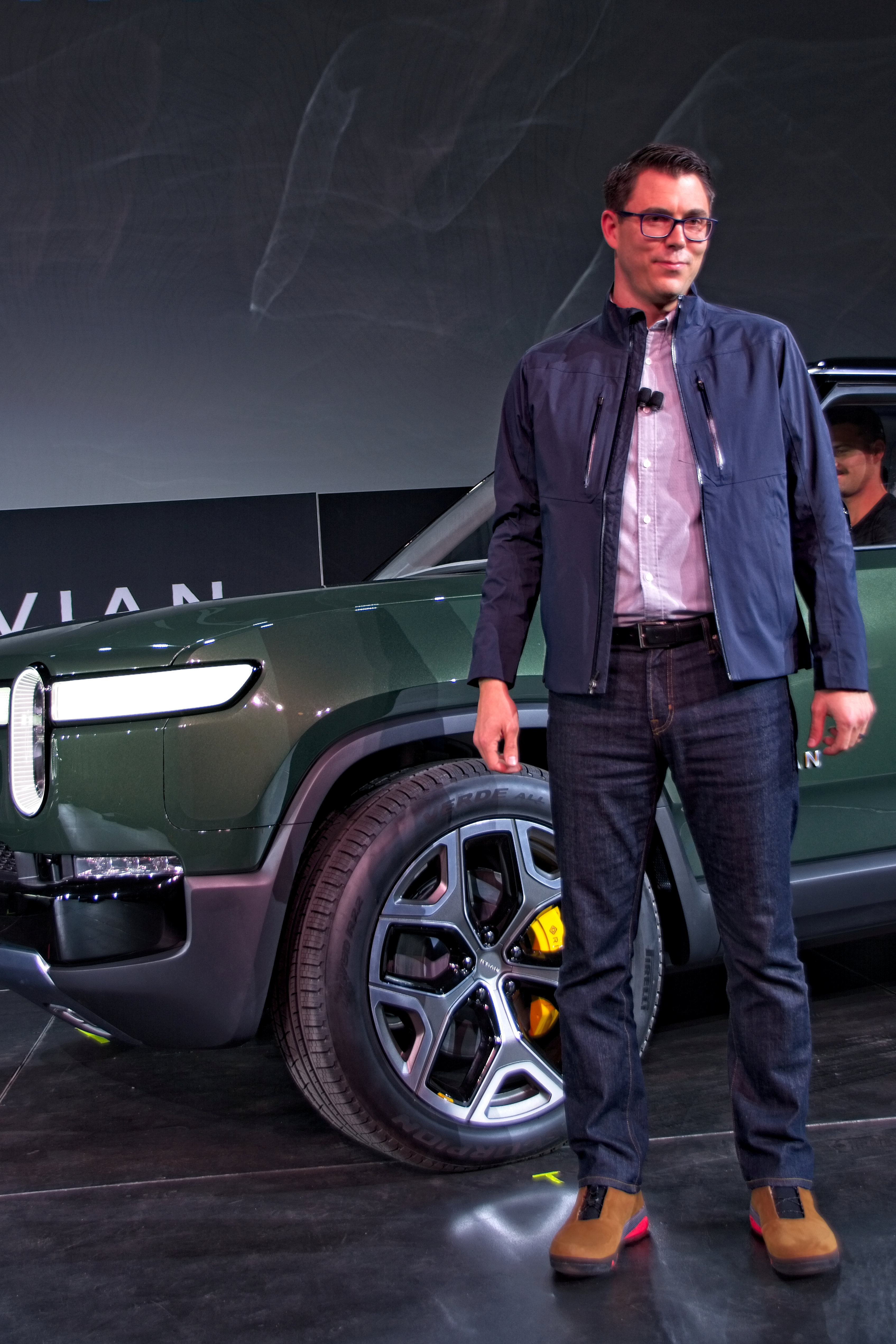
Robert "RJ" Scaringe

L'entreprise a été fondée en 2009 en Floride sous le nom de Mainstream Motors, avant de devenir Avera Automotive. En 2011, la startup prend finalement le nom de Rivian et s'oriente vers l'étude et la production d'automobiles électriques.
En 2018, au Salon de l'automobile de Los Angeles, Rivian présente deux concept-cars électriques, le pick-up Rivian R1T concept et le SUV Rivian R1S concept.

### Historique
En 2015, la société a déménagé son siège social à Livonia dans le Michigan, puis Rivian a racheté en janvier 2017 l'usine de Normal (Illinois) qui est une ancienne usine de Mitsubishi Motors.
Rivian dispose de centres de recherche en Californie à San José et à Irvine, ainsi qu'au Royaume-Uni.
En février 2019, l'agence de presse Reuters annonce que l'entreprise de commerce américaine Amazon a effectué une montée au capital de Rivian à hauteur de 700 millions de dollars, pour obtenir une participation minoritaire et que le constructeur automobile General Motors était en pourparlers avec Rivian pour un accord du même type, mais sa proposition a été rejetée.
Le 24 avril 2019, le constructeur américain Ford annonce une prise de participation de 500 millions de dollars dans le nouveau constructeur, ceci afin de bénéficier de sa plateforme technique pour véhicule électrique.
Le 20 septembre 2019, Jeff Bezos, patron d'Amazon, annonce la commande de 100 000 camionnettes électriques à Rivian livrables à partir de 2021.
Rivian a conclu un accord avec Automobili Pininfarina, constructeur de la Pininfarina Battista, pour fournir une plateforme technique complète au carrossier afin de produire un SUV, une berline, un coupé et un cabriolet électriques entièrement carrossés par Pininfarina.
En juillet 2021, Rivian annonce avoir procédé à une nouvelle levée de fonds, menée par Ford et Amazon, d'un montant de 2,5 milliards de dollars.
Le 14 septembre 2021, la production est lancée et le premier modèle, un pick-up Rivian R1T de couleur bleu, est sorti de la chaîne de production.
Au début de l'année 2023, Rivian annonce la préparation d'un vélo électrique tout-terrain.
Malgré les difficultés financières, Rivian présente deux nouveaux modèles le 7 mars 2024 ; le R2, un SUV plus compact que le R1S, et le R3, un petit crossover au style rétrofuturiste. Ce dernier est accompagné d'un version baroudeuse dénommé R3X. La commercialisation de ces deux nouveaux modèles est annoncée pour  2026 aux États-Unis puis pour 2027 en Europe, marquant l'arrivée du constructeur sur le vieux continent.
En juin 2024, Rivian annonce la signature d’un accord de coentreprise avec le constructeur automobile allemand Volkswagen pour le développement de logiciels embarqués, avec un budget de 5 milliards de dollars.

## Caractéristiques techniques
Le nouveau constructeur automobile prévoit le lancement de deux modèles électriques, un SUV en 2020 et un pick-up en 2021 produits à Normal (Illinois) , basés sur la même plateforme technique nommée « Skateboard ».

### Batterie
Rivian propose trois batteries aux capacités différentes compatibles avec une charge rapide de 160 kW.
|                         | Spécifications  |                 |                 |
| Capacité de la batterie | 105 kWh         | 135 kWh         | 180 kWh         |
| Puissance               | 300 kW (408 ch) | 522 kW (710 ch) | 562 kW (764 ch) |
| Autonomie du R1T        | 370 km          | 480 km          | 640 km          |
| Autonomie du R1S        | 386 km          | 499 km          | 660 km          |

### Tank Turn
En décembre 2019, Rivian dévoile la fonction « Tank Turn » qui permet au véhicule de tourner sur lui-même comme un char d'assaut et ceci grâce aux quatre moteurs électriques indépendants situés au niveau des roues, qui tournent dans un sens d'un côté du véhicule et dans le sens inverse de l'autre côté.

## Automobiles

### R1T
Le Rivian R1T (Rivian 1 Truck) est un pick-up électrique présenté sous forme de concept au salon de Los Angeles le 28 novembre 2018. Il dispose de quatre moteurs, positionnés un par roue, permettant de d'obtenir une transmission intégrale. Ces moteurs électriques fournissent chacun 147 kW (200 ch), l'ensemble étant alimenté par une batterie lithium-ion proposé en 3 niveaux de capacité.
Le R1T est commercialisé à partir de décembre 2020 aux États-Unis.
Le pick-up bénéficie d'une benne arrière d'une capacité de chargement de 800 kg. L'abstraction de moteur à l'avant permet de libérer un coffre de 300 litres tandis que l'absence de tunnel de transmission a permis de libérer un espace entre la benne et le compartiment passager de 350 litres, qui est accessible de chaque côté du véhicule par une trappe devenant un marche-pied une fois ouverte.

### R1S
Le Rivian R1S (Rivian 1 SUV) est un SUV familial 7 places électrique présenté sous forme de concept au salon de Los Angeles le 30 novembre 2018. Il dispose de quatre moteurs, positionnés un par roue, permettant de d'obtenir une transmission intégrale. Ces moteurs électriques fournissent chacun 147 kW (200 ch), l'ensemble étant alimenté par une batterie lithium-ion proposé en 3 niveaux de capacité.
Le SUV est équipé d'une instrumentation numérique composé d'un écran de 12,3 pouces et la planche de bord reçoit un écran tactile 15,6 pouces. Un troisième écran tactile, mesurant 6,8 pouces, est placé à la portée des passagers arrière, à l'extrémité de la console centrale.
L'absence de moteur à l'avant permet de libérer un coffre de 300 litres sous le capot.
Le R1S est commercialisé à partir de mars 2021 aux États-Unis, soit trois mois après son jumeau technique le R1T,.

### R2
Le SUV Rivian R2 est présenté le 7 mars 2024 à Los Angeles.

### R3
Le crossover Rivian R3 est présenté le 7 mars 2024 en même temps que le Rivian R2. Il adopte un look rétrofuturiste et sera disponible dans une version bardoudeuse baptisée R3X.

## Utilitaires

### EDV/ECV

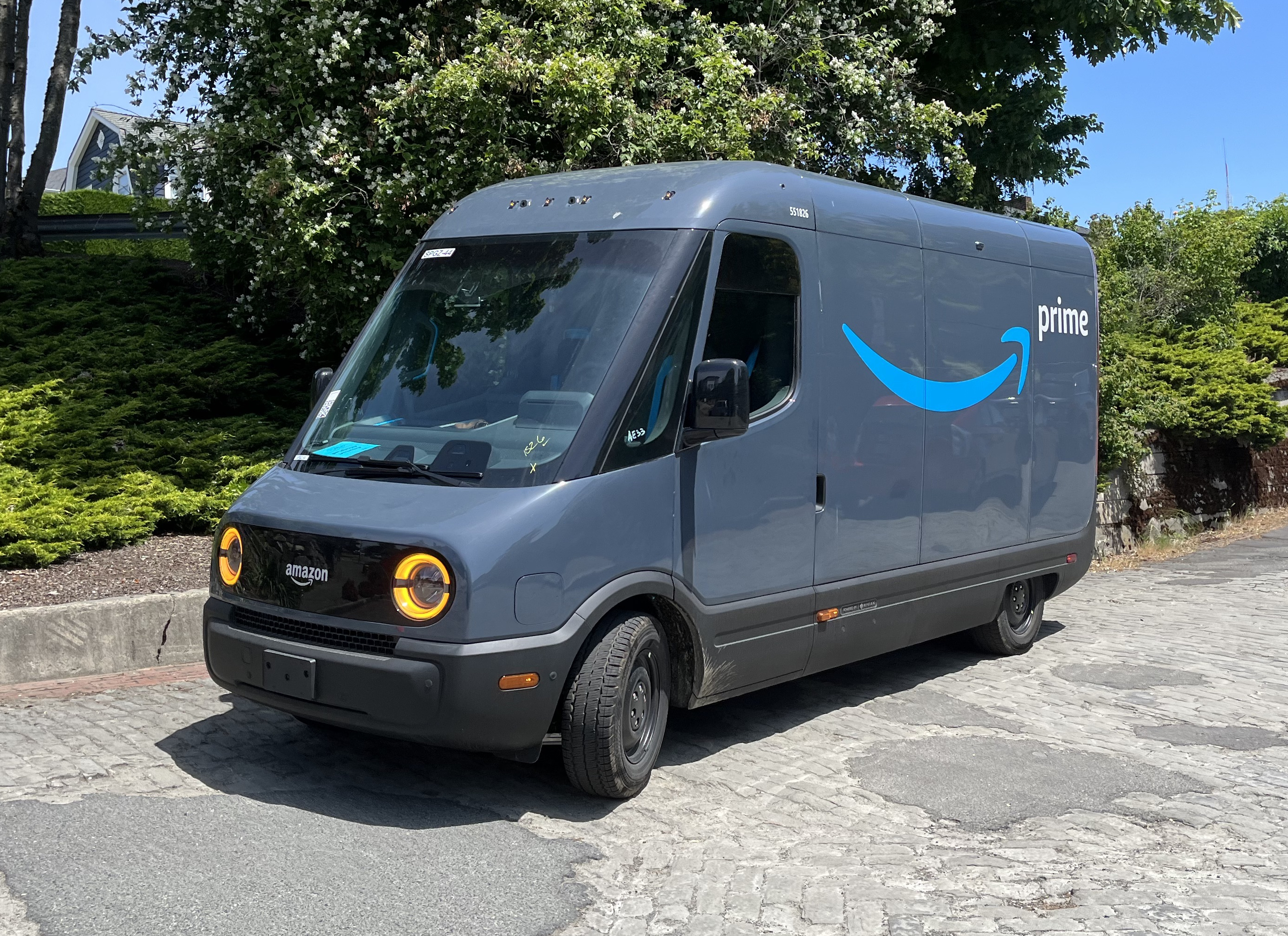
Rivian EDV-500

Le Rivian EDV (Electric Delivery Van) est un van électrique conçu pour Amazon à la suite de la commande de Jeff Bezos de 100 000 véhicules en 2019. Les premiers exemplaires sont livrés dès 2022 aux États-Unis et les premiers exemplaires européens sont livrés en Allemagne à partir de 2023. L'EDV existe en trois longueurs différentes ; l'EDV-900 de 8,15 mètres de long, l'EDV-700 de 7 mètres de long et l'EDV-500 de 6,3 mètres de long destiné au marché européen.
En 2023, Rivian souhaite accroître la production de l'EDV, dont la livraison des 100 000 exemplaires commandés par Amazon est étalée jusqu'en 2030. Le constructeur entre en négociation avec le géant du e-commerce pour mettre fin au contrat d'exclusivité afin de pouvoir vendre le van à d'autres entreprises, ce qui sera chose faite en 2024. Ne sont concernés que les EDV-700 et EDV-500, vendus sous la dénomination ECV (Electric Commercial Van) pour les différencier des vans Amazon. La seule différence notable entre l'ECV et l'EDV est le monogramme Rivian qui prend la place du logo Amazon.

## Concept

### A16
Le Rivian A16 est un prototype de camion à plateau.